# Досон (округ, Монтана)
Округ Досон (англ. Dawson County) располагается в штате Монтана, США. Официально образован в 1869 году. По состоянию на 2013 год, численность населения составляла 9445 человек.

## География
По данным Бюро переписи США, общая площадь округа равняется 6 171,976 км2, из которых 6 143,486 км2 суша и 28,490 км2 или 0,5 % это водоёмы.

### Соседние округа
- Ричлэнд — север
- Уибо — восток
- Прери — юг
- Мак-Кон — запад

## Население
По данным переписи населения 2000 года в округе проживает 9 059 жителей в составе 3 625 домашних хозяйств и 2 475 семей. Плотность населения составляет 1,00 человек на км2. На территории округа насчитывается 4 168 жилых строений, при плотности застройки около 1,00-ти строений на км2. Расовый состав населения: белые — 97,43 %, афроамериканцы — 0,25 %, коренные американцы (индейцы) — 1,23 %, азиаты — 0,13 %, гавайцы — 0,01 %, представители других рас — 0,31 %, представители двух или более рас — 0,64 %. Испаноязычные составляли 0,89 % населения независимо от расы.
В составе 29,70
% из общего числа домашних хозяйств проживают дети в возрасте до 18 лет, 58,50 % домашних хозяйств представляют собой супружеские пары проживающие вместе, 6,80 % домашних хозяйств представляют собой одиноких женщин без супруга, 31,70 % домашних хозяйств не имеют отношения к семьям, 28,40 % домашних хозяйств состоят из одного человека, 12,20 % домашних хозяйств состоят из престарелых (65 лет и старше), проживающих в одиночестве. Средний размер домашнего хозяйства составляет 2,37 человека, и средний размер семьи 2,90 человека.
Возрастной состав округа: 23,10 % моложе 18 лет, 8,80 % от 18 до 24, 24,90 % от 25 до 44, 25,40 % от 45 до 64 и 25,40 % от 65 и старше. Средний возраст жителя округа 41 лет. На каждые 100 женщин приходится 98,30 мужчин. На каждые 100 женщин старше 18 лет приходится 99,90 мужчин.
Средний доход на домохозяйство в округе составлял 31 393 USD, на семью — 38 455 USD. Среднестатистический заработок мужчины был 29 487 USD против 18 929 USD для женщины. Доход на душу населения составлял 15 368 USD. Около 11,70 % семей и 14,90 % общего населения находились ниже черты бедности, в том числе — 18,70 % молодежи (тех, кому ещё не исполнилось 18 лет) и 11,20 % тех, кому было уже больше 65 лет.